# الصال (جبلة)

تعديل مصدري - تعديل

الصال هي إحدى قرى عزلة الثوابي بمديرية جبلة التابعة لمحافظة إب، بلغ تعداد سكانها 804 نسمة حسب تعداد اليمن لعام 2004.